# Slalom (skateboard)
Slalom är en skateboardgren som är vad det låter som, slalomåkning. Det var det första erkända sättet att utöva skateboard på. Det var just möjligheten att svänga på en skateboard som erbjöd de tidiga åkarna helt nya upplevelser. 

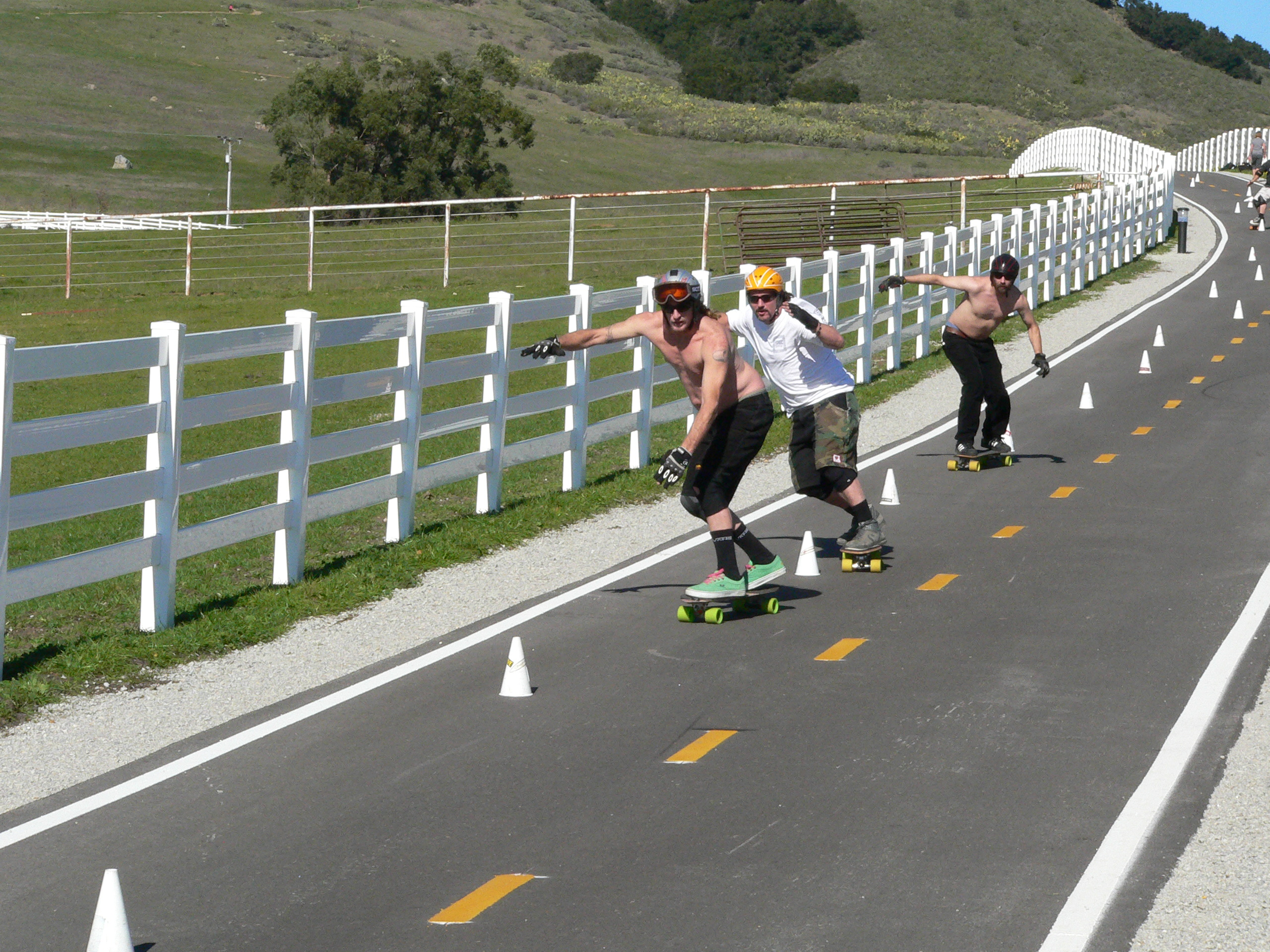
Tre skejtare åker slalom.

Inom skateboardslalom finns ett antal grenar, precis som i alpin slalom. De vanligast förekommande är rak, special, hybrid och storslalom. Skillnaden mellan de olika grenarna är avståndet mellan konerna och konernas placering i sidled, samt i viss mån underlagets lutning och banans längd. 
Vid rak slalom står konerna på en rak linje, med konstant avstånd mellan konerna. Ofta ligger avståndet mellan 1,6–2,5 m. I special, hybrid samt storslalom är banan oregelbunden, dvs konerna står inte på rak linje utan är placerade på olika avstånd både i sidled och längdled. Skillnaden mellan dessa tre grenar ligger i avståndet mellan konerna. Generellt är en specialbana 1,5–2,4 m mellan konerna, hybrid 1,8–3,0 m och storslalom 2,5–10 m mellan konerna. En bana kan vara allt från 20 till 100 koner, men vanligast är banor mellan 35 och 50 koner på tävlingar.
Tävlingarna är på tid och snabbast från start till mål vinner. Starten sker oftast från en startramp (1–2 m hög) och reglerna är relativt enkla på tävlingarna. Varje påkörd kon ger ett tidstillägg (oftast 0,1 sekund per kon) och missar man en kon blir man diskvalificerad. Vidare får man inte sätta ner någon fot i marken mellan start och mål vilket även det resulterar i diskvalifikation. Ofta tävlar man parallellt och vinnaren går vidare, men ibland är det bara bästa tiden genom banan som räknas.
Tävlingar i slalom skateboard arrangerades först i mitten på 1960-talet. Sporten har varierat i popularitet genom åren. I Sverige kom den igång i slutet av 70- och början av 80-talet för att sedan nästan dö ut runt 1995. Sedan 2001 har dock ett rejält uppsving inom sporten kommit mycket i och med att longboard blivit populärt. Återigen används skateboards för att rulla, svänga och ta sig fram. Detta tack vare mjukare och större hjul jämfört med de som används på andra brädor. Numer arrangeras det VM, EM och världscuptävlingar regelbundet. VM alternerar normalt sett vartannat år mellan Europa och Nordamerika.  
Sverige har haft många duktiga åkare genom åren och är ofta en av de starkaste nationerna på internationella tävlingar. Andra små länder som har mycket bra åkare är Lettland och Tjeckien.
Slalom har ett internationellt förbund International Slalom Skateboarding Association (ISSA). ISSA håller även i den officiella världsrankingen för skateboard slalom. ISSA anslöt sig 2022 till World Skate som är det internationella förbund som representerar skateboard i relationen med Internationella olympiska kommittén (IOK).

Visste du att…
... att SM arrangerades första gången 1978
... att det första officiella SM:et arrangerades 2017 efter att skateboard kommit med i Riksidrottsförbundet som officiell sport
... att skateboard slalom är en uppskattad sport under SM Veckan sedan 2017. 2022 var skateboard slalom den mest sedda sporten under SM Veckan med 155.000 tittare enligt SVT:s egen uppgift. Jani Söderhäll var då expertkommentator under direktsändningen på SVT Play.
... att Jani Söderhäll var 1980- och 1990-talets bästa slalomåkare, med flest medaljer från SM, EM och VM.
... att Viking Hadestrand är den svenska slalomåkare som vunnit flest medaljer genom tiderna på SM, EM och VM.

## Internationella mästerskapstävlingar i Sverige[3]
1987 EM, Täby

2005 EM, Stockholm

2008 VM, Slottsskogen, Göteborg

2014 EM, Slottsskogen, Göteborg

2016 VM i banked slalom, Högdalen, Stockholm

2017 VM i banked slalom, Högdalen, Stockholm

2018 World Champions Super Final, Linköping

2018 VM i banked slalom, Högdalen, Stockholm

2022 EM, Helsingborg